# Nordiske Kvindesagsmøde 1888
Nordisk kvindesagsmøde 1888 var det første nordiske kvindesagsmøde og blev afholdt d. 14.-16. juli i København i forbindelse med den store nordiske industriudstilling. Initiativtager og arrangør var Kvindelig Fremskridtsforening og Johanne Meyer, og der deltog ca. 700 kvinder og mænd fra Norge, Sverige, Finland og Island. 
Det blev besluttet at afholde et nyt nordisk kvindesagsmøde i 1891, hvilket dog ikke skete. 

## Deltagere
- Matilde Bajer
- Fredrik Bajer
- Line Luplau
- Johanne Meyer
- Priscilla Hannah Peckover